# Thé au Laos

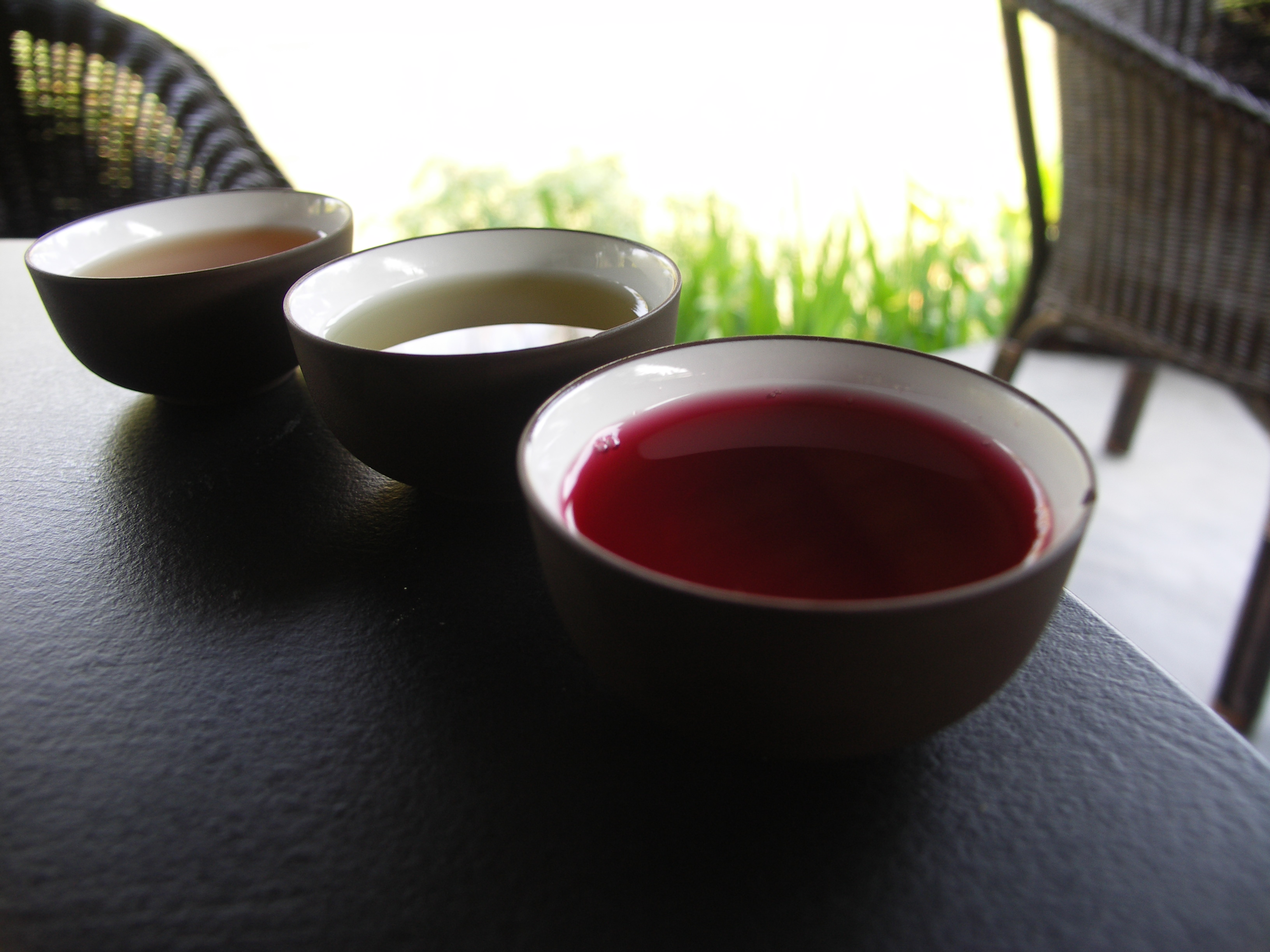
Dégustation de thé au Pha Tad Ke Botanical Garden, Luang Prabang.

Le thé au Laos est produit à partir de vieux théiers et est destiné dans sa très grande majorité à l'exportation en Chine. Délaissée pendant le vingtième siècle après une tentative d'introduction par le pouvoir colonial français, l'industrie du thé y renaît dans les années 2010 à la suite d'importants investissements, notamment logistiques, motivés notamment par la lutte contre la culture de l'opium.

## Histoire
Le thé au Laos reste longtemps confidentiel, avec une production plombée par le manque de technologies adaptées, les forts taux d'intérêts bancaires, la concurrence des thés étrangers et la faible consommation de thé dans le pays. Les producteurs de thés dépendent alors d'autres cultures, telles que le riz, pour survivre
Lors du protectorat français du Laos, durant les années 1920 et 1930, le pouvoir colonial français crée des plantations de thé dans la région du plateau des Bolovens, mais celles si sont abandonnées au cours des 50 années suivantes en raison du manque de débouché de la production. En 1986, une association française est mise en place pour aider les fermiers laotiens, y compris les rares producteurs de thé, à accéder au crédit. En 2001, l'association met en place des programmes de préservation des anciens théiers dans le Sud du pays.
La première usine de traitement du thé au Laos date de 1999 ; elle est située à Ban Komen Kao et est possédée par une entreprise chinoise. Depuis, d'autres usines voient le jour, financées par la Chine ou la Malaisie.
Au début des années 2010 est fondée une association du thé, comprenant des producteurs, des représentants du gouvernement ainsi que diverses organisations non gouvernementales internationales. Cette association vise à augmenter la production, élever le prix de vente du thé et en améliorer le qualité ; cet intérêt pour la production du thé vise à lutter contre la culture de l'opium. Des infrastructures sont aussi construites, notamment des routes et des rails, afin de faciliter l'exportation,.

## Production
La très grande majorité des plantations sont situées au Nord du pays, mais quelques-unes se développent aussi au Sud. Le Nord, qui était un territoire chinois jusqu'au protectorat français du Laos, possède des théiers assamica (vi) pouvant être vieux de plus d'un millénaire. La première cueillette, au printemps, des feuilles de ces vieux théiers sont exportés pour faire du puerh, tandis que les autres récoltes et celles des plantations plus récentes servent à produire du thé vert. 
Les théiers poussent sans engrais ni pesticides.
Les plantations sont familiales, dans des lieux qui n'ont pas accès à l'électricité.
La mise en place d'une agriculture contractuelle a permis de structurer les échanges entre producteurs et acheteurs de thé et de laisser les producteurs contrôler leurs terres ; toutefois, ce système est aussi critiqué car il favorise les usines de traitement du thé au détriment des paysans.
Helvetas estime que les revenus des cueilleurs de thé sont très variables : 5$ par kilo de thé récolté de février à mai et 0.60$ de mai à octobre, avec une moyenne de 5kg de thé récolté par jour et un maximum de 15kg ; de novembre à janvier, l'absence de pluie fait que les théiers ne poussent pas, et les agriculteurs doivent se tourner vers d'autres plantes pour assurer leurs revenus.
L'industrie du thé emploie 17 000 familles, et le travail du thé (culture, récolte, transformation et vente) est majoritairement féminin.

## Commerce
En 2018, 95% du thé produit au Laos est consommé en Chine ; la certification bio du thé laotien y est un grand argument de vente, en particulier par contraste avec les conditions de production chinoise,. Pour l'agence française de développement, la très grande majorité de ce thé est exporté de manière illégale, ce qui pénalise les producteurs. 
En 2022 ouvre une ligne de train Laos-Chine, qui dessert Kunming, Mohan (en), Boten et Vientiane, dans laquelle circule du fret de thé. Les routes du thé sont toutefois utilisées pour cacher le trafic de drogue.